# 69-та паралель північної широти
69-та паралель північної широти — лінія широти, що лежить на 69 градусів північніше земної екваторіальної площини, за Північним полярним колом, в Арктиці. Вона проходить через Атлантичний океан, Європу, Азію, Північну Америку та Північний Льодовитий океан.
На цій широті під час літнього сонцестояння сонце видно 24 години (полярний день), а під час зимового сонцестояння протягом доби тривають цивільні сутінки.

## Список географічних об'єктів, що перетинає 69° пн. ш.
Починаючи з Гринвіцького меридіану та рухаючись на схід, 69-та паралель північної широти проходить через:
| Координати                                                   | Країна, територія або море | Примітки |
| ------------------------------------------------------------ | -------------------------- | --- |
| 69°0′ пн. ш. 0°0′ сх. д. / 69.000° пн. ш. 0.000° сх. д.      | Атлантичний океан          | Норвезьке море |
| 69°0′ пн. ш. 15°0′ сх. д. / 69.000° пн. ш. 15.000° сх. д.    | Норвегія                   | Нурланн — проходить через острови Лангьойа[en] та Анньойа[en] Тромс — проходить через острови Бьяркьойа[en] та Дирьойа[en] і материк |
| 69°0′ пн. ш. 20°9′ сх. д. / 69.000° пн. ш. 20.150° сх. д.    | Швеція                     | Лапландія — проходить через Норрботтен Проходить південніше Треріксрьосета[en]                                                       |
| 69°0′ пн. ш. 20°50′ сх. д. / 69.000° пн. ш. 20.833° сх. д.   | Фінляндія                  | Лапландія |
| 69°0′ пн. ш. 22°6′ сх. д. / 69.000° пн. ш. 22.100° сх. д.    | Норвегія                   | Тромс |
| 69°0′ пн. ш. 25°44′ сх. д. / 69.000° пн. ш. 25.733° сх. д.   | Фінляндія                  | Лапландія |
| 69°0′ пн. ш. 28°44′ сх. д. / 69.000° пн. ш. 28.733° сх. д.   | Росія                      | Мурманська область — проходить через Кольський півострів Проходить південніше Треріксрьойси[en] Проходить через Мурманськ            |
| 69°0′ пн. ш. 36°37′ сх. д. / 69.000° пн. ш. 36.617° сх. д.   | Баренцове море             | |
| 69°0′ пн. ш. 48°12′ сх. д. / 69.000° пн. ш. 48.200° сх. д.   | Росія                      | Ненецький автономний округ — проходить через острів Колгуєв                                                                          |
| 69°0′ пн. ш. 50°10′ сх. д. / 69.000° пн. ш. 50.167° сх. д.   | Баренцове море             | Печорське море |
| 69°0′ пн. ш. 60°57′ сх. д. / 69.000° пн. ш. 60.950° сх. д.   | Росія                      | Ненецький автономний округ — проходить через Югорський півострів Ямало-Ненецький автономний округ                                    |
| 69°0′ пн. ш. 66°24′ сх. д. / 69.000° пн. ш. 66.400° сх. д.   | Карське море               | Байдарацька губа |
| 69°0′ пн. ш. 68°26′ сх. д. / 69.000° пн. ш. 68.433° сх. д.   | Росія                      | Ямало-Ненецький автономний округ — проходить через півострів Ямал                                                                    |
| 69°0′ пн. ш. 72°31′ сх. д. / 69.000° пн. ш. 72.517° сх. д.   | Карське море               | Обська губа |
| 69°0′ пн. ш. 74°5′ сх. д. / 69.000° пн. ш. 74.083° сх. д.    | Карське море               | Тазівська губа |
| 69°0′ пн. ш. 76°58′ сх. д. / 69.000° пн. ш. 76.967° сх. д.   | Росія                      | Ямало-Ненецький автономний округ Красноярський край — проходить південніше Норильська Якутія Чукотський автономний округ             |
| 69°0′ пн. ш. 169°24′ сх. д. / 69.000° пн. ш. 169.400° сх. д. | Східносибірське море       | Чаунська губа |
| 69°0′ пн. ш. 170°54′ сх. д. / 69.000° пн. ш. 170.900° сх. д. | Росія                      | Чукотський автономний округ |
| 69°0′ пн. ш. 179°56′ сх. д. / 69.000° пн. ш. 179.933° сх. д. | Чукотське море             | |
| 69°0′ пн. ш. 163°54′ зх. д. / 69.000° пн. ш. 163.900° зх. д. | США                        | Аляска |
| 69°0′ пн. ш. 141°0′ зх. д. / 69.000° пн. ш. 141.000° зх. д.  | Канада                     | Юкон |
| 69°0′ пн. ш. 137°28′ зх. д. / 69.000° пн. ш. 137.467° зх. д. | Море Бофорта               | Затока Маккензі[en] |
| 69°0′ пн. ш. 136°7′ зх. д. / 69.000° пн. ш. 136.117° зх. д.  | Канада                     | Північно-Західні території — проходить через дельту Маккензі Нунавут                                                                 |
| 69°0′ пн. ш. 117°53′ зх. д. / 69.000° пн. ш. 117.883° зх. д. | Протока Долфін-енд-Юніон   | |
| 69°0′ пн. ш. 115°53′ зх. д. / 69.000° пн. ш. 115.883° зх. д. | Канада                     | Нунавут |
| 69°0′ пн. ш. 115°47′ зх. д. / 69.000° пн. ш. 115.783° зх. д. | Протока Долфін-енд-Юніон   | |
| 69°0′ пн. ш. 113°33′ зх. д. / 69.000° пн. ш. 113.550° зх. д. | Канада                     | Нунавут — проходить через острів Вікторія                                                                                            |
| 69°0′ пн. ш. 107°24′ зх. д. / 69.000° пн. ш. 107.400° зх. д. | Протока Діз                | |
| 69°0′ пн. ш. 105°4′ зх. д. / 69.000° пн. ш. 105.067° зх. д.  | Канада                     | Нунавут — проходить через острів Вікторія — південніше Кеймбридж-Бея                                                                 |
| 69°0′ пн. ш. 101°48′ зх. д. / 69.000° пн. ш. 101.800° зх. д. | Протока Вікторія           | |
| 69°0′ пн. ш. 100°36′ зх. д. / 69.000° пн. ш. 100.600° зх. д. | Канада                     | Нунавут — проходить через острови Королівського географічного товариства[en]                                                         |
| 69°0′ пн. ш. 99°59′ зх. д. / 69.000° пн. ш. 99.983° зх. д.   | Протока Александрія[en]    | Alexandra Strait |
| 69°0′ пн. ш. 99°31′ зх. д. / 69.000° пн. ш. 99.517° зх. д.   | Канада                     | Нунавут — проходить через острів Кінг-Вільям                                                                                         |
| 69°0′ пн. ш. 95°53′ зх. д. / 69.000° пн. ш. 95.883° зх. д.   | Протока Рае[en]            | |
| 69°0′ пн. ш. 94°21′ зх. д. / 69.000° пн. ш. 94.350° зх. д.   | Канада                     | Нунавут |
| 69°0′ пн. ш. 90°40′ зх. д. / 69.000° пн. ш. 90.667° зх. д.   | Затока Бутія               | Затока Пеллі |
| 69°0′ пн. ш. 90°9′ зх. д. / 69.000° пн. ш. 90.150° зх. д.    | Канада                     | Нунавут — проходить через безіменні острови                                                                                          |
| 69°0′ пн. ш. 89°54′ зх. д. / 69.000° пн. ш. 89.900° зх. д.   | Затока Бутія               | |
| 69°0′ пн. ш. 89°42′ зх. д. / 69.000° пн. ш. 89.700° зх. д.   | Канада                     | Нунавут — проходить через півострів Сімпсон[en]                                                                                      |
| 69°0′ пн. ш. 88°30′ зх. д. / 69.000° пн. ш. 88.500° зх. д.   | Затока Бутія               | Затока Коммітті |
| 69°0′ пн. ш. 85°25′ зх. д. / 69.000° пн. ш. 85.417° зх. д.   | Канада                     | Нунавут — проходить через півострів Мелвілл                                                                                          |
| 69°0′ пн. ш. 81°30′ зх. д. / 69.000° пн. ш. 81.500° зх. д.   | Затока Фокс                | |
| 69°0′ пн. ш. 79°18′ зх. д. / 69.000° пн. ш. 79.300° зх. д.   | Канада                     | Нунавут — проходить через острів Роулі[en]                                                                                           |
| 69°0′ пн. ш. 78°42′ зх. д. / 69.000° пн. ш. 78.700° зх. д.   | Затока Фокс                | |
| 69°0′ пн. ш. 76°37′ зх. д. / 69.000° пн. ш. 76.617° зх. д.   | Канада                     | Нунавут — проходить через Баффінову Землю                                                                                            |
| 69°0′ пн. ш. 68°0′ зх. д. / 69.000° пн. ш. 68.000° зх. д.    | Дейвісова протока          | |
| 69°0′ пн. ш. 51°08′ зх. д. / 69.000° пн. ш. 51.133° зх. д.   | Гренландія                 | Аваннаата Сермерсоок |
| 69°0′ пн. ш. 25°40′ зх. д. / 69.000° пн. ш. 25.667° зх. д.   | Атлантичний океан          | Гренландське море Норвезьке море |